# Alois Machačík
Alois Machačík (26. září 1888, Loukov – 1. června 1943, Berlín-Plötzensee) byl československý voják, generál a spolupracovník odbojové organizace Obrana národa.

## Mládí
Narodil se 26. září 1888 v Loukově, v okrese Kroměříž. V roce 1908 maturoval na českém gymnáziu ve Valašském Meziříčí. 4. května 1909 byl po absolvování jednoho ročníku právnické fakulty odveden a poté prezentován u železničního a telegrafního pluku v Korneuburgu. Od 2. listopadu 1909 byl přeložen k pevnostnímu dělostřelectvu, kde po absolvování školy pro důstojníky v záloze působil až do odchodu do civilu.
Po návratu z vojny pokračoval ve studiu na právnické fakultě, které ale z důvodu vypuknutí první světové války nedokončil. V hodnosti podporučíka sloužil u pevnostního dělostřelectva v Przemyslu, kde 22. března 1915 padl do ruského zajetí. Od 24. června vstoupil do srbské dobrovolnické divize, kde působil u pěších jednotek a později u dělostřelectva. 15. ledna 1915 byl přeložen k čs. legii ve Francii, kde působil od velitele čety v čs. střeleckém pluku až po jeho velitele I. praporu. 17. ledna 1919 se v hodnosti majora vrátil do vlasti.

## První republika
Po návratu do Československa byl 23. března 1919 odeslán na východ, kde se účastnil bojů s Maďary u Čopu, Košic a na dalších místech. Po ukončení bojů sloužil jako velitel pluku v Bratislavě a zároveň vykonal kurz pro generály a štábní důstojníky. Od 29. září 1921 do 19. srpna 1922 absolvoval École Militaire de l'Artillerie ve Francii s následným osmiměsíčním pobytem u dělostřeleckého pluku v Métách a dalším kurzem taktiky dělostřelectva. Do Československa se vrátil 5. června 1923. Postupně sloužil na různých pozicích v dělostřeleckém vojsku v Praze a Olomouci. Zároveň působil na dělostřeleckém učilišti v Olomouci. Od 2. října 1926 se stal učitelem taktiky dělostřelectva. Od 18. února 1928 do 30. ledna 1929 velel (již v hodnosti plukovníka) dělostřeleckému pluku v Praze. Dále působil na dalších velitelských a pedagogických pozicích v dělostřeleckém vojsku v Praze a Hradci Králové. 15. října 1935, již v hodnosti brigádního generála, byl jmenován velitelem dělostřeleckého pražského I. sboru. Od 15. září 1938 až do rozpuštění československé branné moci byl velitelem 13. divize v Kolíně.

## Po okupaci
Po německé okupaci byl převeden pod ministerstvo financí. Okamžitě se ale zapojil do odboje. Podílel se na organizování odchodu bývalých vojáků do zahraničí a na ukrývání zbraní. Vyhnulo se mu první zatýkání v řadách Obrany národa. 12. ledna 1942 se sice vyhnul dalšímu zatčení, ale místo něj byla zadržena manželka s dcerou. 19. ledna se proto dostavil na předvolání na gestapo, kde byl okamžitě zatčen. Během mučení při výsleších nikoho neprozradil. Vězněn byl v Praze, poté v Budyšíně a nakonec byl přesunut do věznice Alt Moabit v Berlíně.
Dne 10. března 1943 byl Lidovým soudem v Berlíně uznán vinným z přípravy velezrady a byl odsouzen k trestu smrti. Popraven byl 1. června 1943 ve věznici v Berlíně-Plötzensee.

## Po válce
Po osvobození byl in memoriam povýšen do hodnosti divizního generála. Připomíná ho pamětní deska v Horním Újezdě u Bystřice pod Hostýnem.

## Vyznamenání
- Československý válečný kříž 1914–1918
- Československá revoluční medaile
- Československá medaile Vítězství
- Řád čestné legie, Officier
- Řád čestné legie, Chevalier
- Croix de guerre
- Médaille commémorative de la Grande Guerre[2]
- Za vojničke vrljine
- Spomenica za rat Oslobodjenja i Ujedinjenja 1914-1918
- Československý válečný kříž 1939